# Mukono
Mukono  este un oraș  în  Uganda. Este reședinta  districtului Mukono.